# Veliki Sikavac
Koordinati:   44°18′15″N, 15°13′39″E
Veliki Sikavac je majhen nenaseljen otoček v Jadranskem morju (Hrvaška).
Veliki Sikavac leži pri otoku Pagu med zalivoma Vlašić in Stara Povljana. Od Paga ga ločuje okoli 0,1 km širok preliv Škamica. Njegova površina meri 0,148 km². Dolžina obalnega pasu je 1,76 km. Najvišji vrh je visok 22 mnm.